# Vlag van Oranjewoud

Het voorstel voor de vlag van Oranjewoud. Dit vlag is nog niet geregistreerd.

De vlag van Oranjewoud is een concept dorpsvlag voor het Friese dorp Oranjewoud in gemeente Heerenveen. De vlag werd reeds in 2012 ingezonden als een ontwerp voor het dorp Oranjewoud waar Brongerga tot behoort. Dit vlag werd echter afgewezen op een vergadering van plaatselijk belang. De vlag bestaat uit een geel veld met een blauwe baan aan de onderkant van de vlag. De kleur geel symboliseert de zandgrond. De blauwe baan stelt de Oranjegrift voor, die dwars door het dorpsgebied loopt, en uitmondt in de Tjonger. De groene tak met bladeren en drie oranjeappels symboliseren dus de naam Oranjewoud. Omdat de groene tak over de blauwe baan ligt, is het gedeelte op die baan stukje geel.

## Zie ook

Wapen van Oranjewoud
Wapen van Brongerga